# Abadía de Neumünster

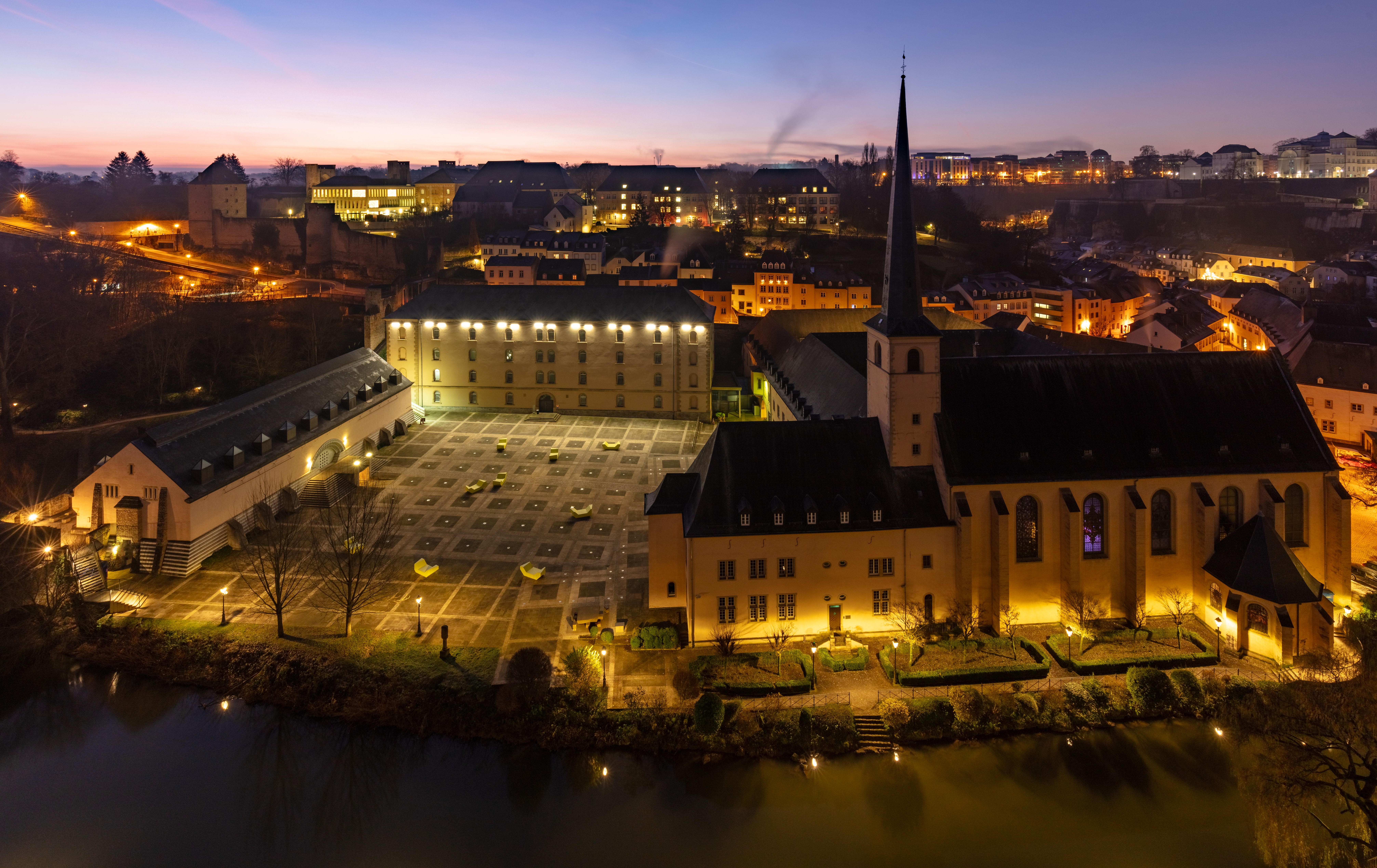
Vista nocturna.

La antigua abadía de Neumünster, fue un monasterio de monjes benedictinos ubicado en el distrito de Grund en Luxemburgo, en el Gran Ducado de Luxemburgo. Data del siglo XVII, fue reconstruida varias veces y los monjes fueron expulsados durante el período revolucionario francés. Los edificios, destinados a diversos servicios durante el siglo XIX actualmente albergan, desde 1977, el Centro de Encuentro Cultural Abadía Neumünster (CCRN), un lugar público para encuentros, reuniones y actividades culturales.

## Histórico
Originalmente, la abadía benedictina se construyó en la meseta de Altmünster. Fue destruida en 1542, pero los monjes construyeron una nueva abadía en Neumünster en 1606. Una vez más destruida por un incendio en 1684, fue reconstruida en 1688 y ampliada en 1720.
Secularizado después de la Revolución Francesa, sirvió como estación de policía y prisión antes de convertirse en cuartel prusiano después de la derrota de Napoleón en 1815. En 1867, los edificios sirvieron como prisión estatal.

## Centro de Encuentro Cultural Abadía de Neumünster
Desde 1997, los edificios albergan la sede del Instituto Europeo de Itinerarios Culturales, que participa en la política europea de cultura . Desde diciembre de 2013 Ainhoa Achutegui es la directora del 'Centro de Encuentro Cultural de la Abadía de Neumünster'. El centro alberga conciertos, exposiciones y seminarios. Dentro de la abadía, el 'Claustro Lucien Wercollier' alberga permanentemente varias obras de la colección privada del escultor.
El 25 de abril de 2005, se firma en la abadía el tratado de adhesión de Bulgaria y Rumanía a la Unión Europea.

## Referencia de traducción
- Esta obra contiene una traducción  derivada de «Neumünster Abbey» de Wikipedia en inglés, concretamente de esta versión, publicada por sus editores bajo la Licencia de documentación libre de GNU y la Licencia Creative Commons Atribución-CompartirIgual 4.0 Internacional.

- Datos: Q334068
- Multimedia: Centre culturel de rencontre abbaye de Neumünster / Q334068